# Psi (instant messaging client)
Psi este un client gratuit de mesagerie instant, pentru protocol XMPP  (incluzând servicii cum ar fi Google Talk), care utilizează Qt toolkit. Ruleaza pe Linux (și alte sisteme de operare pe bază Unix), Windows, Mac OS X și eComStation (OS/2).
Pachetele pentru instalare sunt disponibile pentru mai multe distribuții Linux. Mai multe portări ale aplicației au fost de succes pe platforme cum ar fi Haiku, FreeBSD și Sun Solaris.
Datorită naturii free/open-source, mai multe furci au apărut, care ocazional conțin caracteristici ce pot apărea în viitoarele distribuții oficiale. Aceste aplicații oficiale și neoficiale sunt documentate pe paginile lor externe.

## Scopul
Scopul proiectului Psi este de a crea un puternic, dar ușor de utilizat client XMPP care încearcă să adere strict la conceptul XMPP și XMPP XEPs. Acest lucru înseamnă că, în cele mai multe cazuri, Psi nu va implementa nici o caracteristică, cu excepția cazului în care există un standard acceptat de către comunitatea XMPP. Procedând astfel se asigură că Psi va fi compatibil, stabil și previzibil.

## Caracteristici
Pentru că XMPP permite gateway-uri de la alte servicii, pe care multe servere le sprijină, acesta poate, de asemenea, să se conecteze la Yahoo!, AIM, Gadu-Gadu, ICQ și Microsoft. Alte servicii disponibile folosind gateway, servere includ RSS și Atom feed-uri de știri, trimiterea de SMS-uri mesaje de la rețelele celulare și rapoarte meteo.
Începând din 2012, Psi are pachete de limbă pentru 20 de limbi, mai multe fiind create în timp.
Emoticoanele sunt acceptate folosind formatul jisp. Multe emoticoane în format jisp au pachetele disponibile, inclusiv cele din AIM, iChat, și Trillian.
Psi acceptă transferuri de fișiere cu alți clienți de XMPP, și este posibilă trimiterea sau primirea de fișiere de la alte IM-uri, dacă serverul le permite acest lucru. Psi sprijină "Contact Is Typing Notification" (care funcționează cu Yahoo!, MSN, și contactele de pe AIM). Versiunea 0.10, lansat în ianuarie 2006, a permis redimensionarea automată a listei de contacte și ferestrei de chat pentru dialoguri, tab-uri de chat, suport pentru sistemul de mesagerie Growl de pe Mac OS X, transparență pentru ferestre și multe alte schimbări.

### Criptare
Psi are suport pentru GnuPG, folosit pentru criptarea mesajelor.

## Istoria
Aplicația a fost creată de Justin Karneges și a început ca un proiect secundar. Pe parcursul vieții sale, Karneges a fost plătit pentru a dezvolta programe, timp în care Psi a înflorit și s-a dezvoltat foarte mult. De obicei, ciclul de lansare al aplicației Psi este relativ lent, dar, cu toate acestea, aplicația a fost întotdeauna văzută de fanii săi ca un foarte stabil și puternic client de mesagerie instant. Karneges a părăsit proiectul la sfârșitul anului 2004, pentru a-ți căuta alte activități.
În 2002 Michail Pishchagin început modificarea codului de Qt care mai târziu a devenit biblioteca libpsi. Pishchagin s-a alăturat echipei în Martie 2003, și el este responsabil pentru multe instanțe ale codului care alcătuiesc astăzi aplicația Psi. În 2009, o ramura de dezvoltare numit Psi+ a fost început, urmând să adauge patch-uri și caracteristici noi pentru Psi.
În noiembrie 2004, întreținerea aplicației a fost preluată de Kevin Smith, un colaborator al proiectului. În 2009, Smith i-a înapoiat întreținerea proiectului înapoi lui Karneges , , care întreține, de asemenea, Iris, biblioteca Qt/C++ XMPP pe care Psi se bazează.
În 2003, Remko Tronçona început să-și scrie proprile patch-uri pentru PSI, urmând să devină un dezvoltator oficial în Mai 2005.
"Psi" este a douăzeci și treia literă a alfabetului grecesc (Ψ), care este folosit ca logo-ul software-ului.